# Saint-Fargeol
Saint-Fargeol est une commune française, située dans le département de l'Allier en région Auvergne-Rhône-Alpes.

## Géographie

### Climat
Pour des articles plus généraux, voir Climat d'Auvergne-Rhône-Alpes et Climat de l'Allier.
En 2010, le climat de la commune est de type climat océanique dégradé des plaines du Centre et du Nord, selon une étude du CNRS s'appuyant sur une série de données couvrant la période 1971-2000. En 2020, Météo-France publie une typologie des climats de la France métropolitaine dans laquelle la commune est exposée à un climat de montagne ou de marges de montagne et est dans la région climatique Ouest et nord-ouest du Massif Central, caractérisée par une pluviométrie annuelle de 900 à 1 500 mm, maximale en automne et en hiver.
Pour la période 1971-2000, la température annuelle moyenne est de 10,1 °C, avec une amplitude thermique annuelle de 15,2 °C. Le cumul annuel moyen de précipitations est de 874 mm, avec 11,4 jours de précipitations en janvier et 7,6 jours en juillet. Pour la période 1991-2020, la température moyenne annuelle observée sur la station météorologique de Météo-France la plus proche, sur la commune de Pionsat à 6 km à vol d'oiseau, est de 10,2 °C et le cumul annuel moyen de précipitations est de 917,2 mm,. Pour l'avenir, les paramètres climatiques de la commune estimés pour 2050 selon différents scénarios d'émission de gaz à effet de serre sont consultables sur un site dédié publié par Météo-France en novembre 2022.

## Urbanisme

### Typologie
Au 1er janvier 2024, Saint-Fargeol est catégorisée commune rurale à habitat très dispersé, selon la nouvelle grille communale de densité à 7 niveaux définie par l'Insee en 2022.
Elle est située hors unité urbaine et hors attraction des villes,.

### Occupation des sols

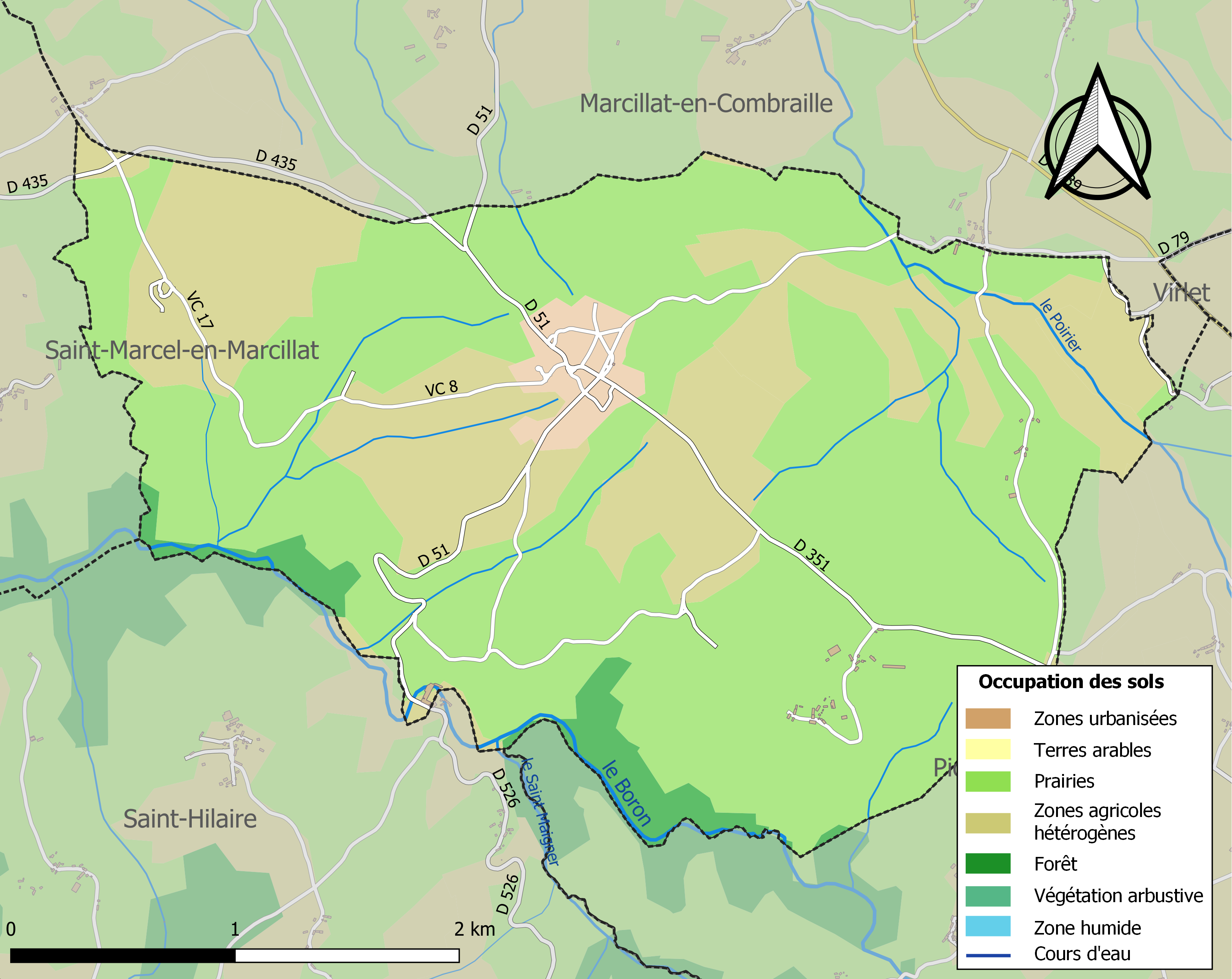
Carte des infrastructures et de l'occupation des sols de la commune en 2018 (CLC).

L'occupation des sols de la commune, telle qu'elle ressort de la base de données européenne d’occupation biophysique des sols Corine Land Cover (CLC), est marquée par l'importance des territoires agricoles (94,3 % en 2018), une proportion sensiblement équivalente à celle de 1990 (94,4 %). La répartition détaillée en 2018 est la suivante : 
prairies (65,1 %), zones agricoles hétérogènes (29,2 %), forêts (3,2 %), zones urbanisées (2,6 %).
L'IGN met par ailleurs à disposition un outil en ligne permettant de comparer l’évolution dans le temps de l’occupation des sols de la commune (ou de territoires à des échelles différentes). Plusieurs époques sont accessibles sous forme de cartes ou photos aériennes : la carte de Cassini (XVIIIe siècle), la carte d'état-major (1820-1866) et la période actuelle (1950 à aujourd'hui).

## Toponymie
En bourbonnais d'oc (parler du Croissant), le village est nommé Sent Fargiau (en l'honneur de Sanctus Ferrutio) commune fait, en effet, partie de l'aire linguistique du Croissant, zone où la langue est de transition entre l'occitan et la langue d'oïl.

## Histoire
Sous l'Ancien Régime, Saint-Fargeol faisait partie tantôt du Bourbonnais, tantôt de la province de la Marche.

### Héraldique
|  | Les armes de la commune se blasonnent ainsi : Écartelé au 1er et au 4e échiqueté d’or et d’azur, au 2e et au 3e de sinople au poisson d’argent posé en bande ; sur le tout d’argent à la quintefeuille de gueules. |

## Politique et administration
Un nouveau maire a été élu au premier tour des élections municipales de 2020. Le conseil municipal, réuni en mai, a désigné deux adjoints.
| Période                                  | Période                    | Identité                                    | Étiquette | Qualité   |
| ---------------------------------------- | -------------------------- | ------------------------------------------- | --------- | --------- |
|                                          | 1919                       | Abbé Camille Fressanges du Bost (1847-1925) |           |           |
| Les données manquantes sont à compléter. |                            |                                             |           |           |
| avant 1981                               | ?                          | Cléto Klingenmeyer (1926-2006)              |           |           |
| juin 1995                                | mars 2001                  | Jacques Aucouturier                         | SE        | Retraité  |
| mars 2001                                | mai 2020                   | Paulette Charobert                          |           | Retraitée |
| mai 2020                                 | En cours (au 11 juin 2020) | Fernando Azevedo                            |           |           |

## Population et société

### Démographie
L'évolution du nombre d'habitants est connue à travers les recensements de la population effectués dans la commune depuis 1793. Pour les communes de moins de 10 000 habitants, une enquête de recensement portant sur toute la population est réalisée tous les cinq ans, les populations de référence des années intermédiaires étant quant à elles estimées par interpolation ou extrapolation. Pour la commune, le premier recensement exhaustif entrant dans le cadre du nouveau dispositif a été réalisé en 2006.

En 2022, la commune comptait 187 habitants, en évolution de −2,09 % par rapport à 2016 (Allier : −1,38 %, France hors Mayotte : +2,11 %).
| 1793 | 1800 | 1806 | 1821 | 1831 | 1836 | 1841 | 1846 | 1851 |
| ---- | ---- | ---- | ---- | ---- | ---- | ---- | ---- | ---- |
| 688  | 668  | 717  | 849  | 817  | 839  | 846  | 864  | 856  |

| 1856 | 1861 | 1866 | 1872 | 1876 | 1881 | 1886 | 1891 | 1896 |
| ---- | ---- | ---- | ---- | ---- | ---- | ---- | ---- | ---- |
| 812  | 791  | 840  | 806  | 809  | 818  | 805  | 712  | 716  |

| 1901 | 1906 | 1911 | 1921 | 1926 | 1931 | 1936 | 1946 | 1954 |
| ---- | ---- | ---- | ---- | ---- | ---- | ---- | ---- | ---- |
| 720  | 709  | 680  | 588  | 530  | 470  | 486  | 437  | 368  |

| 1962 | 1968 | 1975 | 1982 | 1990 | 1999 | 2006 | 2011 | 2016 |
| ---- | ---- | ---- | ---- | ---- | ---- | ---- | ---- | ---- |
| 313  | 311  | 284  | 249  | 229  | 218  | 216  | 202  | 191  |

| 2021 | 2022 | - | - | - | - | - | - | - |
| ---- | ---- | - | - | - | - | - | - | - |
| 187  | 187  | - | - | - | - | - | - | - |

## Culture locale et patrimoine

### Lieux et monuments
- Église Saint-Julien de 1848 (clocher entièrement restauré).
- Salle des fêtes Hippolyte-Giraud.